# 大小田八尋
大小田 八尋（おおこだ やひろ、1931年 - ）は、鹿児島県出身の陸上自衛官、軍事評論家、安全保障アナリスト、ノンフィクション作家。八尋総研代表。鹿児島県立指宿中学校 (旧制)から鹿児島県立甲南高等学校を卒業後、北海学園大学卒業。

## 略歴
大学卒業後、自衛隊に入隊。陸上自衛隊化学学校戦術教官、北部方面総監部広報室長、北部方面総監部法務課長などを経て退官。退官後、セントラル警備保障に再就職。札幌支社長などを歴任する。その傍ら、軍事評論家、安全保障アナリストとしての活動を開始し、八尋総研を立ち上げ代表に就任。ノンフィクション作家としても活躍している。他に、冬総研国際環境総合研究所所長などの要職を歴任した。

## 著書
- ミグ25事件の真相（学習研究社）
- 北の大地を守りて50年（かや書房）
- 武士道読本(かや書房)